# Lysimachia arvensis
« Mouron rouge » redirige ici. Pour les autres significations, voir Mouron rouge (homonymie).
Mouron rouge, Mouron des champs
Espèce
Classification APG IV (2016)

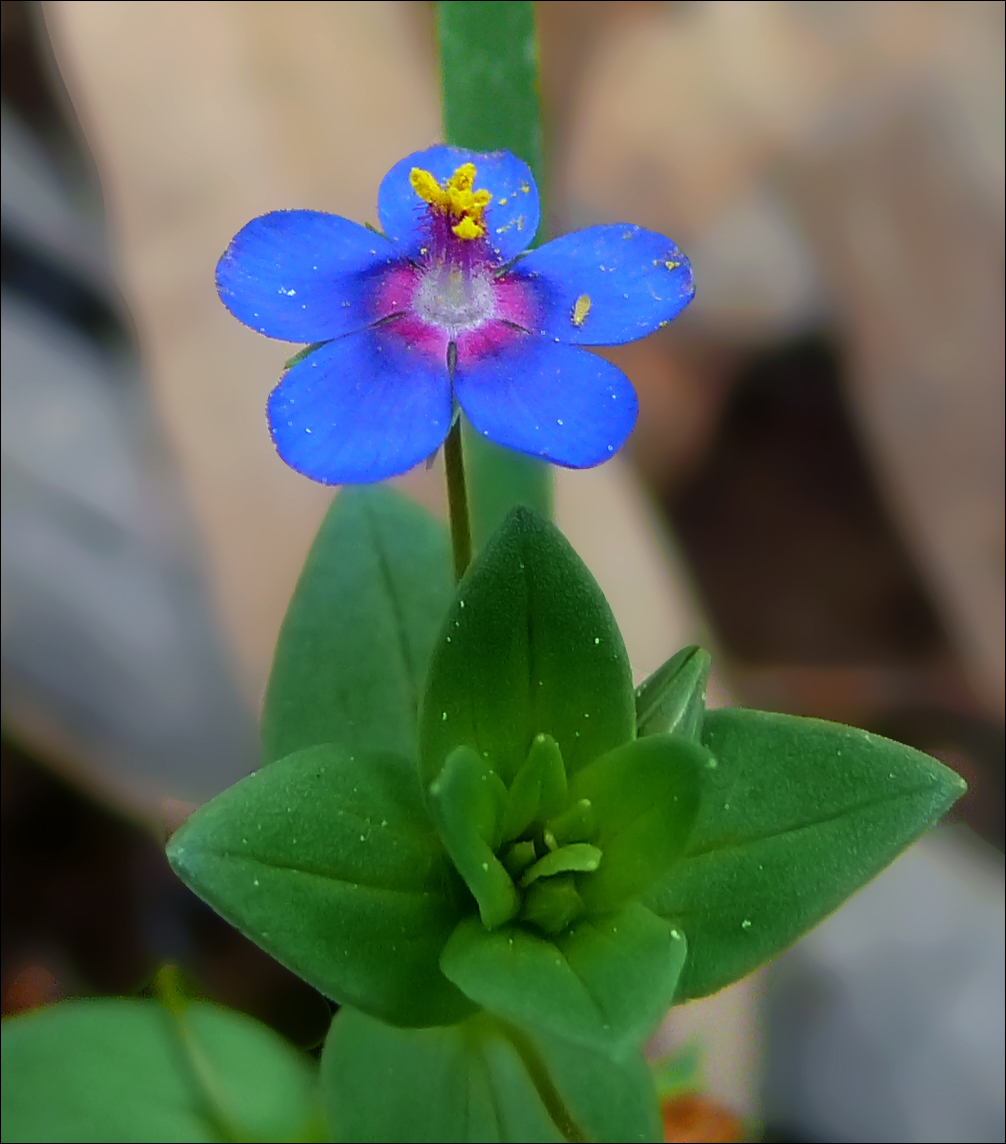
Anagallis arvensis v. azurea en pot

Le mouron rouge ou mouron des champs (Lysimachia arvensis, synonyme : Anagallis arvensis) est une espèce de plantes à fleurs de la famille des Primulaceae selon la classification classique et selon la classification phylogénétique APG IV (2016) (mais des Myrsinaceae selon la classification phylogénétique APG (1998) et la classification phylogénétique APG II (2003)).
Le mouron rouge (aux graines toxiques) n'appartient pas à la même famille que le Mouron des oiseaux (Stellaria media, ou mouron blanc, comestible), qui est une Caryophyllaceae. Seule une similitude dans le port de la plante et la forme des feuilles rapproche ces deux espèces.

## Description
C'est une plante annuelle rampante à petites fleurs rouges ou parfois bleues. Sa tige glabre comporte 4 angles. Elle mesure 5 à 20 cm de hauteur. Ses feuilles présentent de petits points foncés en‐dessous.
Les fruits sont des pyxides produisant de nombreuses graines toxiques pour les oiseaux (contrairement à celles du mouron des oiseaux). Il a été suspecté par quelques auteurs que ces graines puissent aussi se montrer toxiques pour les mammifères tels que vaches ou moutons.

## Synonymes
Les synonymes botaniques sont les suivants :
- Anagallis arvensis L.[1]
- Anagallis repens DC.[1]
- Anagallis phoenicia Scop.
- Anagallis caerulea Lam.

## Mouron rouge à fleurs bleues

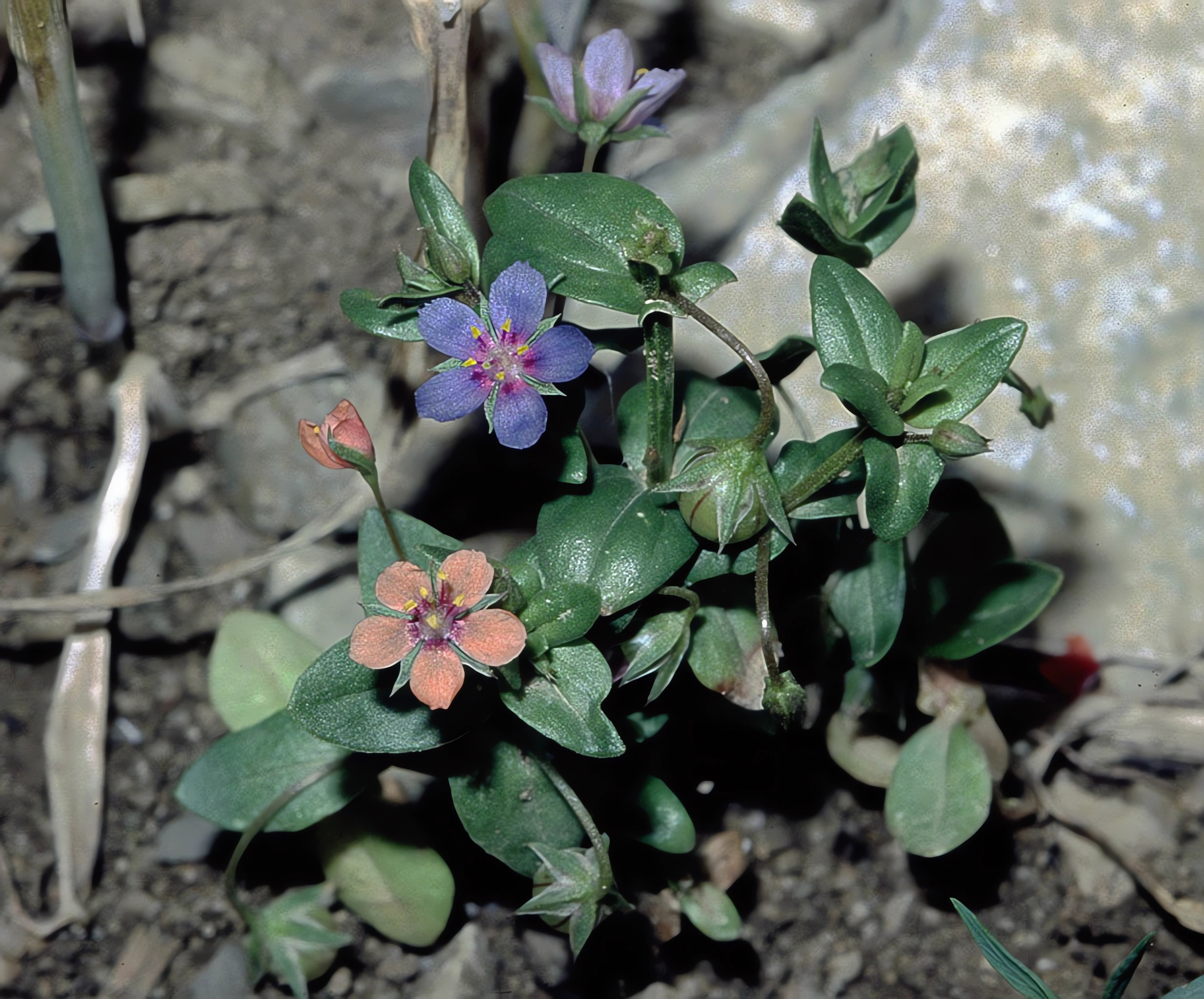
A. arvensis L. var. caerulea (L.) Gouan.

Malgré le nom commun de cette plante, faisant référence à ses fleurs rouges, il existe également une forme à fleurs bleues (A. arvensis L. f. azurea (L.) Gouan). Elle pousse souvent en même temps que la sous-espèce rouge.
Ces Mourons rouges à fleurs bleues peuvent être facilement confondus avec le Mouron bleu Anagallis foemina Mill.
Contrairement à Anagallis arvensis qui possède des feuilles ovales, des pédicelles plus longs que les feuilles qui les sous-tendent et les lobes de la corolle entiers ou crénelés qui se chevauchent, A. foemina est caractérisé par ses feuilles plus étroites et lancéolées, des pédicelles plus longs ou aussi longs (ou rarement plus courts) que les feuilles qui les sous-tendent, des lobes de la corolle plus étroits et ne se chevauchant pas. Certains de ces caractères sont cependant variables et se chevauchent entre les espèces.
D'autres hypothèses sont 
- que le Mouron rouge et le Mouron bleu sont la même plante mais que selon le sol sur lequel elle pousse (acide pour le mouron rouge ; calcaire, alcalin pour la variété bleue) la couleur sera différente, comme pour les hortensias.[réf. nécessaire]
- que plusieurs gènes régulent la couleur des pétales, peut-être en lien avec la présence de certains pollinisateurs préférant une couleur bleue[7]

## Usage, toxicité
Ses graines sont réputées toxiques pour les oiseaux. 
La plante pourrait avoir quelques vertus médicinales, encore à explorer (antioxydante, anti-uréase et inhibitrice de l' α-glucosidase....), mais elle  présente aussi une certaine toxicité, en particulier pour les petits herbivores. Il était recommandé de ne pas en donner aux animaux d'élevage (lapins notamment) et son rôle a été suspecté par quelques auteurs dans la mort de veaux et de moutons.
Selon Z. Yasmeen (2017) cette plante et sa graine sont toxiques par ingestion, et la peau peut réagir à son contact ; Anagallis arvensis contient des flavonoïdes (quercétine, rutine, lutéoline et 7-O-glocusides de lutéoline) et des triterpènes peut-être responsables de son activité anti-uréase.

## Dénominations
- Au Jammu-et-Cachemire, elle est dénommée « Chari Saben »[9].
- En Inde, le nom local d'Anagallis arvensis est « jonkmari »[9].
- Anagallis arvensis et Anagallis foemina sont toutes deux appelées indifféremment « pasmobelarra » dans la région de Bosque[9].

Une autre espèce d'Anagallis (Anagallis foemina) est parfois signalée sous le nom d'Anagallis arvensis.

## Habitat
Ce végétal pousse dans les cultures, les jardins, généralement dans les espaces cultivés des campagnes ou des villes, sur des sols nus, sous des massifs de fleurs ou à l’abri des haies et parfois au pied des arbres.

## Répartition
Europe, nord de l'Afrique, Asie tempérée.

## Statut de protection
En France, l'espèce est protégée dans le Nord-Pas-de-Calais.

## Photos

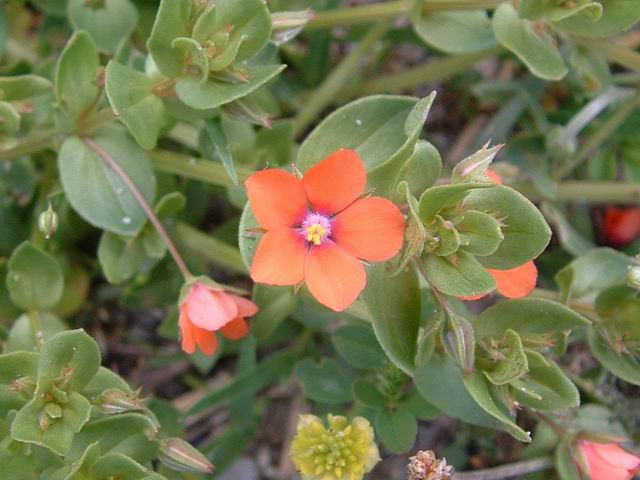
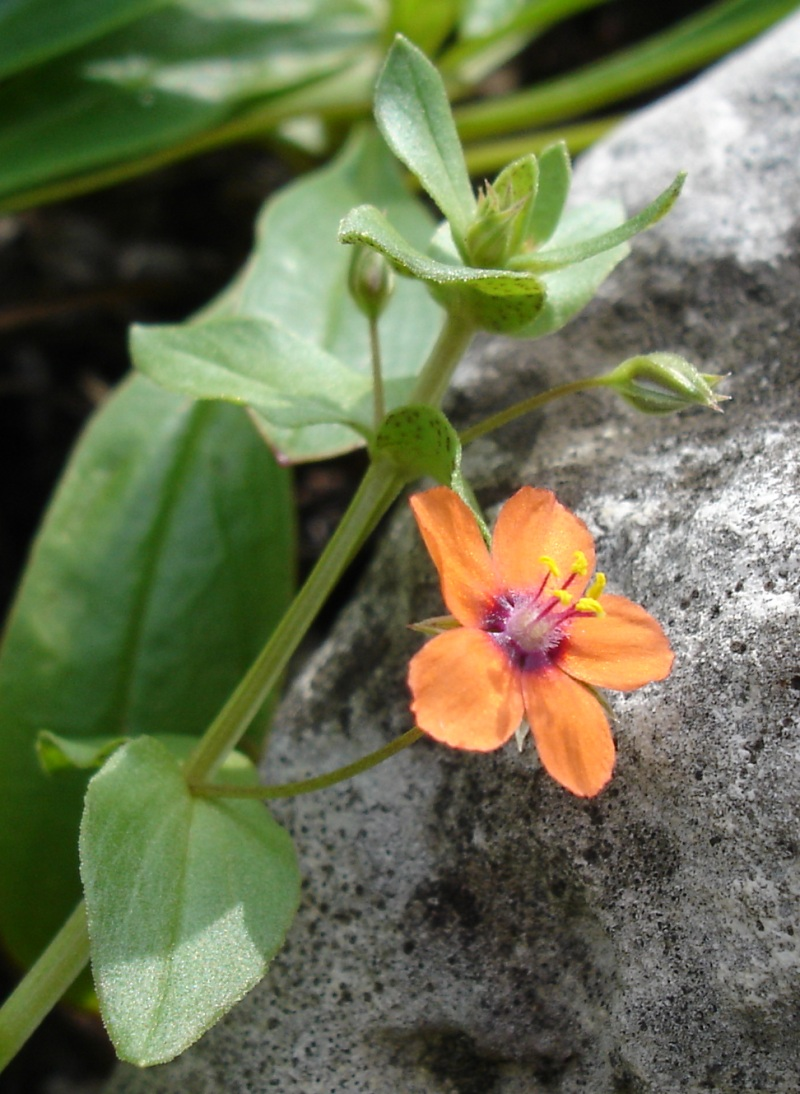
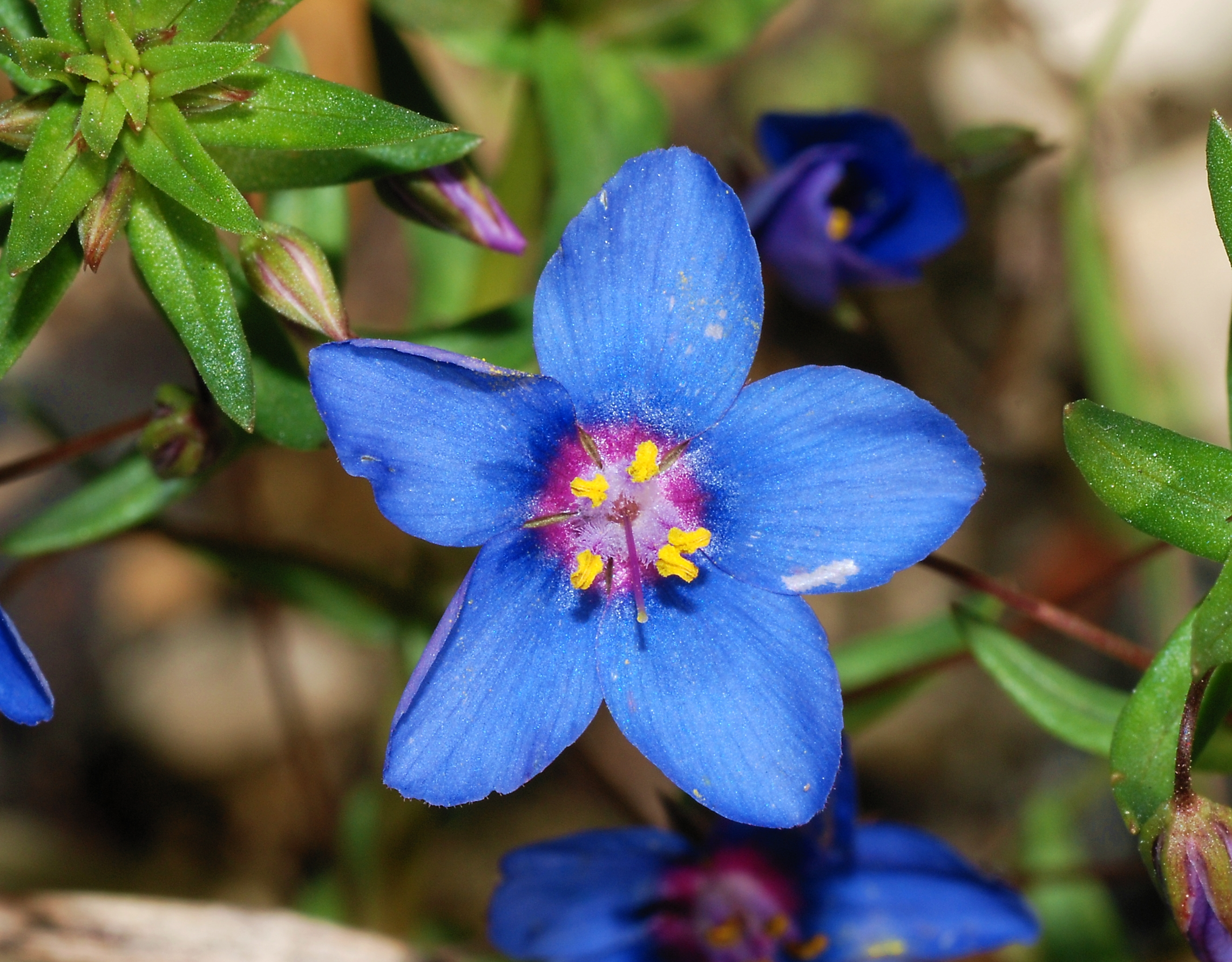
A. arvensis var. caerulea
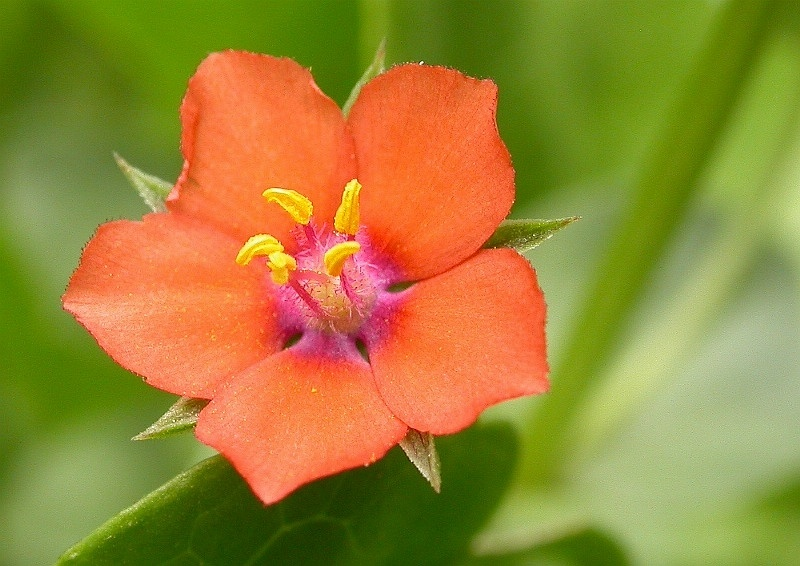
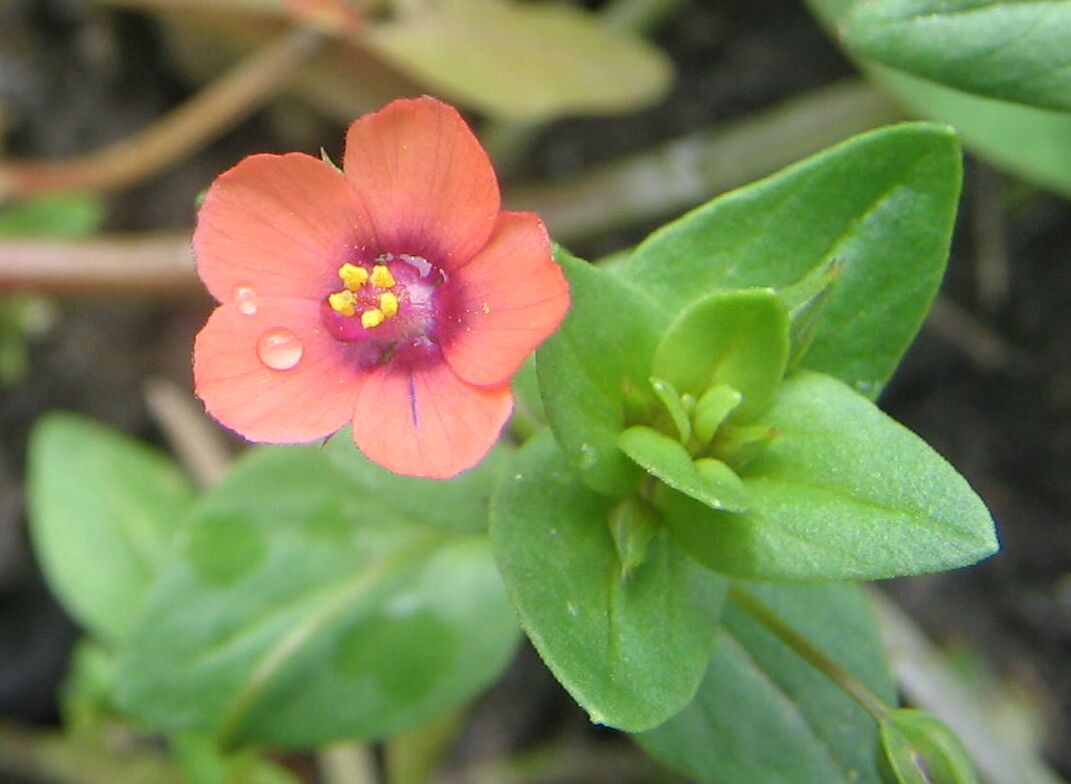